# Måckelmyran
Måckelmyran este o arie protejată (arie specială de conservare — SAC, sit de importanță comunitară — SCI) din Suedia întinsă pe o suprafață de 62,3 ha, integral pe uscat.

## Localizare
Centrul sitului Måckelmyran este situat la coordonatele 62°15′17″N 17°25′52″E / 62.2547°N 17.4312°E.

## Înființare
Situl Måckelmyran a fost declarat sit de importanță comunitară în aprilie 2004 pentru a proteja un număr necunoscut de specii din flora spontană și fauna sălbatică aflate în arealul zonei. Situl a fost protejat și ca arie specială de conservare în martie 2011.

## Biodiversitate
Situată în ecoregiunea boreală, aria protejată conține 5 habitate naturale: Mlaștini turboase de tranziție și turbării mișcătoare, Turbării active, Păduri caducifoliate de mlaștină fino-scandinave, Mlaștini împădurite, Mlaștini alcaline.
La baza desemnării sitului se află un număr nedeclarat de specii protejate.